# Майер, Кевин
Кевин Майер (фр. Kevin Mayer, род. 10 февраля 1992, Аржантёй, Франция) — французский легкоатлет, специализирующийся в многоборье, двукратный серебряный призёр Олимпийских игр (2016 и 2020) в десятиборье, чемпион мира 2017 и 2022 годов в десятиборье, чемпион мира 2018 года в семиборье, чемпион Европы 2017 года в семиборье. Действующий обладатель мирового рекорда в десятиборье (9126 очков) и рекордсмен Европы в семиборье (6479 очков).

## Спортивная карьера

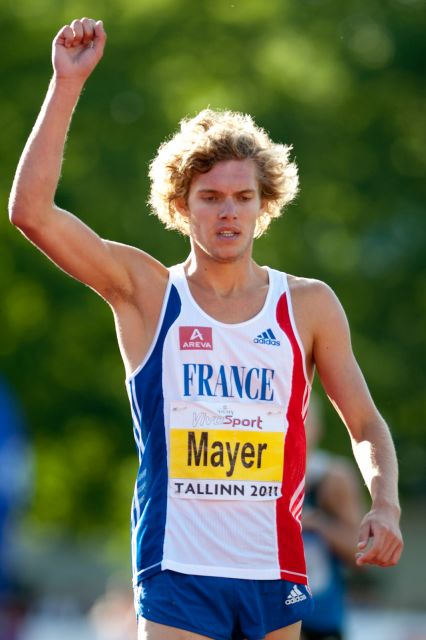
Майер в 2011 году

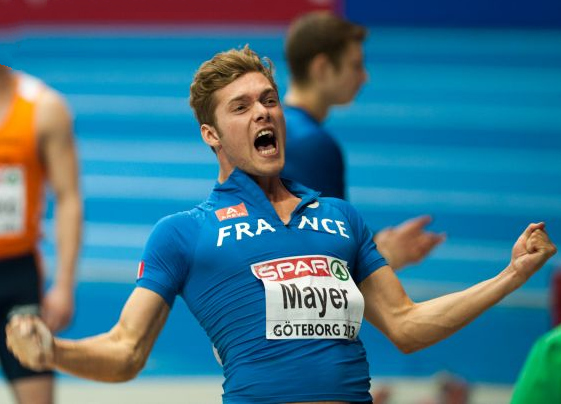
Майер на чемпионате Европы в помещении 2013 года

Кевин Майер дебютировал на чемпионате мира среди юношей 2009 года в Брессаноне, где выиграл соревнования в восьмиборье, набрав 6 478 очков. Уже в следующем году, на чемпионате мира среди юниоров в Монктоне, обновив личные достижения в отдельных видах, в заключительной дисциплине, беге на 1500 метров, вырвал победу у российского многоборца Ильи Шкуринева, обновив юниорский рекорд Франции — 7928 очков. В очередной раз обновив юниорский рекорд Франции в десятиборье до 8124 очков, установив рекорд чемпионата, Майер одержал победу на чемпионате Европы среди юниоров 2011 года в Таллине.
В 2012 году, состоялся дебют на взрослых соревнованиях. Чтобы попасть на Олимпийские игры 2012 года, ему необходимо было выполнить квалификационный норматив. Первый шанс для этого выпал на чемпионате Европы в Хельсинки. Во время соревнований, он обновляет свое лучшее достижение в беге на 100 метров, но все три попытки в прыжках в длину не были результативными и он закончил выступление на чемпионате. Через три дня, Майер отправляется на соревнования в Брюссель, это был последний шанс для выполнения квалификационного норматива для попадания на Олимпиаду. В первый день он бьет свои рекорды в прыжках в длину — 7,63 метров и высоту — 2,09 метров и по итогам второго дня набирает 8 415 баллов, что достаточно для участия на Олимпийских играх в Лондоне. Помимо этого, он также побил рекорд Франции в десятиборье 8306 очков, установленный в 1985 году Уильямом Мотти. На летних Олимпийских играх 2012 года, Майер занял 15-е место, набрав 7952 очков по сумме всех дисциплин.
Следующим стартом спортсмена стал чемпионат Европы в помещении 2013 года в Гётеборге, на котором он завоевал серебряную медаль и установил личный рекорд в семиборье — 6297 очков. В течение сезона он также выиграл кубок Европы по легкоатлетическим многоборьям, показав во время соревнований лучший результат сезона в десятиборье — 8 390 очков. Но на чемпионате мира в Москве, несмотря на то, что он улучшил свой личный рекорд до 8 446 очков, занял только четвёртое место.
В августе 2014 года, Майер снова завоевал серебряную медаль чемпионата Европы, обновив личное достижение до 8521 очков, уступив только белорусскому спортсмену Андрею Кравченко. Из-за полученной травмы подколенного сухожилия, он не смог принять участие в чемпионате мира 2015 года в Пекине.
На Олимпийские игры 2016 года в Рио-де-Жанейро Кевин Майер приехал в полной решимости завоевать медаль. В первый день соревнований, он улучшает личные достижения в беге на 100 и 400 метров и заканчивает день на четвёртом месте в турнирной таблице. Второй день начался с обновления личного рекорда в прыжках с шестом и результатами близких к личному рекорду в метании копья и беге на 110 метров с барьерами, благодаря чему, перед последней дисциплиной (бег на 1500 метров) занимал второе место, отставая от Эштона Итона на 44 очка. Дистанцию 1500 метров Майер пробежал за 4:25,49, благодаря чему стал серебряным призёром Олимпийских игр, набрав 8834 очков — новый рекорд Франции и 6-й лучший результат в истории. Это первая медаль для Франции в десятиборье с 1948 года.
16 сентября 2018 года на турнире Décastar Кевин Майер установил мировой рекорд в десятиборье, обновив предыдущее мировое достижение, установленное Эштоном Итоном, на 81 очко (до 9126 очков), и стал первым десятиборцем, которому удалось преодолеть барьер в 9100 очков.

## Достижения
| Год  | Соревнование                                  | Город          | Место | Дисциплина  | Результат (очки) |
| ---- | --------------------------------------------- | -------------- | ----- | ----------- | ---------------- |
| 2009 | Чемпионат мира среди юношей                   | Брессаноне     | 1-е   | Восьмиборье | 6478             |
| 2010 | Чемпионат мира среди юниоров                  | Монктон        | 1-е   | Десятиборье | 7928             |
| 2011 | Чемпионат Европы среди юниоров                | Таллин         | 1-е   | Десятиборье | 8124             |
| 2012 | Олимпийские игры                              | Лондон         | 15-е  | Десятиборье | 7952             |
| 2013 | Чемпионат Европы в помещении                  | Гётеборг       | 2-е   | Семиборье   | 6297             |
| 2013 | Кубок Европы по легкоатлетическим многоборьям | Таллин         | 1-е   | Десятиборье | 8390             |
| 2013 | Чемпионат мира                                | Москва         | 4-е   | Десятиборье | 8446             |
| 2014 | Чемпионат Европы                              | Цюрих          | 2-е   | Десятиборье | 8521             |
| 2016 | Олимпийские игры                              | Рио-де-Жанейро | 2-е   | Десятиборье | 8834 NR          |
| 2017 | Чемпионат Европы в помещении                  | Белград        | 1-е   | Семиборье   | 6479 ER          |
| 2017 | Чемпионат мира                                | Лондон         | 1-е   | Десятиборье | 8768             |
| 2018 | Чемпионат мира в помещении 2018               | Бирмингем      | 1-е   | Семиборье   | 6348             |

## Личные рекорды
| Дисциплина        | Результат     | Место    | Дата             |
| ----------------- | ------------- | -------- | ---------------- |
| 100 метров        | 10,50         | Доха     | 2 октября 2019   |
| Прыжок в длину    | 7,80 м        | Таланс   | 15 сентября 2018 |
| Толкание ядра     | 17,08 м       | Париж    | 24 августа 2019  |
| Прыжок в высоту   | 2,09 м        | Брюссель | 30 июня 2012     |
| 400 метров        | 48,26         | Лондон   | 11 августа 2017  |
| 110 м с барьерами | 13,54         | Сен-Поль | 19 декабря 2020  |
| Метание диска     | 52,38 м       | Ратинген | 17 июня 2018     |
| Прыжок с шестом   | 5,45 м        | Таланс   | 16 сентября 2018 |
| Метание копья     | 73,09 м       | Токио    | 5 августа 2021   |
| 1500 метров       | 4:18,04       | Брюссель | 1 июля 2012      |
| Десятиборье       | 9126 очков WR | Таланс   | 16 сентября 2018 |

| Дисциплина       | Результат     | Место     | Дата            |
| ---------------- | ------------- | --------- | --------------- |
| 60 метров        | 6,85          | Бирмингем | 2 марта 2018    |
| Прыжок в длину   | 7,55 м        | Бирмингем | 2 марта 2018    |
| Толкание ядра    | 16,32 м       | Торунь    | 6 марта 2021    |
| Прыжок в высоту  | 2,10 м        | Обьер     | 13 февраля 2010 |
| 60 м с барьерами | 7,68          | Льевен    | 9 февраля 2021  |
| Прыжок с шестом  | 5,60          | Руан      | 2 февраля 2018  |
| 1 000 метров     | 2:37,30       | Гётеборг  | 3 марта 2013    |
| Семиборье        | 6479 очков ER | Белград   | 5 марта 2017    |